# Stenhouse-Gletscher
Der Stenhouse-Gletscher ist ein kleiner Gletscher an der Südküste von King George Island im Archipel der Südlichen Shetlandinseln. Er mündet unmittelbar westlich des Stenhouse Bluff das Kopfende der Bucht Visca Anchorage.
Teilnehmer der Fünften Französischen Antarktisexpedition (1908–1910) unter der Leitung des Polarforschers Jean-Baptiste Charcot kartierten ihn, beließen ihn jedoch unbenannt. Das UK Antarctic Place-Names Committee benannte ihn 1960 in Anlehnung an die Benennung des Stenhouse Bluff. Dessen Namensgeber ist Joseph Russell Stenhouse (1887–1941), Erster Offizier und späterer Kapitän der Aurora bei der Endurance-Expedition (1914–1917) sowie Kapitän der Discovery in den Gewässern um die Südlichen Shetlandinseln im Jahr 1927 im Zuge der Discovery Investigations.